# Kerkpad Zuidzijde 5-7
De voormalige boerderij Kerkpad Zuidzijde 7 - 7a, is een gemeentelijk monument in Soest in de provincie Utrecht.
De boerderij met de uitbouw aan de linkerzijde en de varkensschuur staan al aangegeven op een kadasterkaart uit 1828. De nok van deze langhuisboerderij staat haaks op de weg. In het midden van de symmetrische voorgevel bevinden zich twee schuiframen. Aan de buitenkant van elk raam is een kleiner schuifraam te zien. De kelder bevindt zich onder het meest rechtse venster hiervan. Aan de rechter gepleisterde gevel is een nieuwe erker gebouwd.
Het achterhuis is van het type middenlangsdeel. Aan weerszijden van de baander in de achtergevel zijn ijzeren zijlichten gemaakt.
In de schouw zijn traditionele tegels aangebracht uit ongeveer 1760. Nummer 7a is eenzelfstandige woning die tegen de linkergevel van het voorhuis is gebouwd. Het huis en de boerderij zijn niet met elkaar verbonden.